# 竹田端
竹田端為台88線的終點，位於臺灣屏東縣竹田鄉，為直接式交流道，里程為22.5k，可到達屏東縣竹田鄉、潮州鎮、萬巒鄉與內埔鄉。出口道路為屏85線，可由此鄉道連接台1線。
未來屏南快速公路的起點，預計由此處延伸興建。
|  | 22 竹田端 |      | 萬巒 竹田 內埔 |
|  | 22 竹田端 | 潮州 |                |

## 外部連結
- 台88線竹田系統交流道、竹田端示意圖 （页面存档备份，存于）（交通部公路總局）